# Castell del Piló
El Castell del Piló es troba en la cimera d'un turó rocós a prop d'Albalat dels Tarongers. Actualment es troba en ruïnes, però, encara es distingeixen part del que van haver de ser les torres defensives, diversos elements derruïts de les muralles i altres restes de construccions auxiliars. Està catalogat com a Bé d'interès cultural, segon la Direcció General de Patrimoni Artístic de la Conselleria de Turisme, Cultura i Esports de la Generalitat Valenciana; amb declaració genèrica, amb anotació ministerial R-I-51-0010798, de tres de juny de 2002.
A 1238, Jaume I d'Aragó va donar la població d'Albalat i el seu castell a l'abat de Fuentclara. Més tard passaria a les mans de Raimon de Toris, qui ho vendria el 1379 al matrimoni Jofré de Blanes i Caterina de Bonastre que l'afegirien a les possessions que formaven la baronia de Segart. Joan Castellsens de Villarrasa el compraria el 1482 i anys més tard passaria de nou a pertànyer a la corona.